# Ronneby brunn

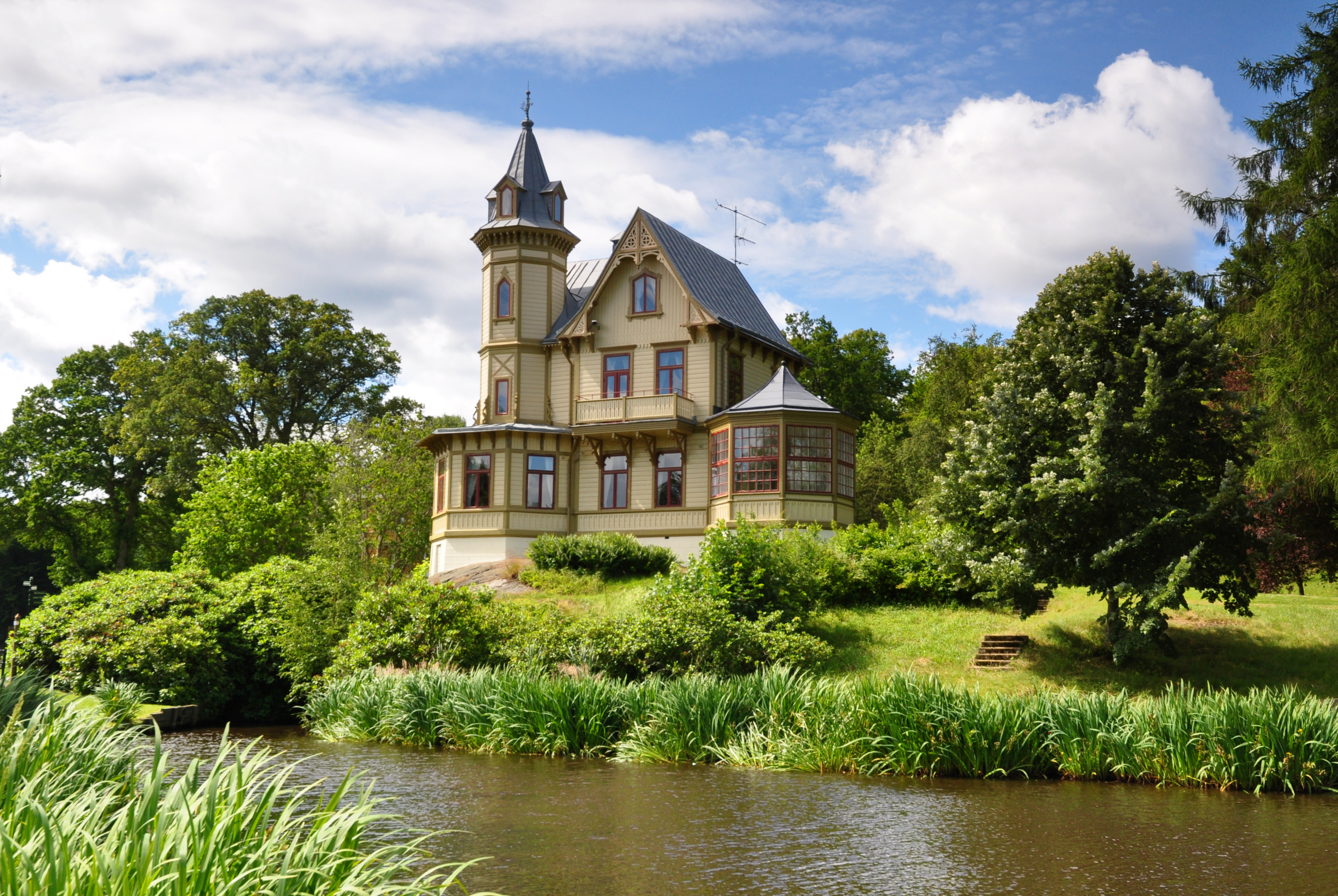
Direktörsvillan i Ronneby brunnspark

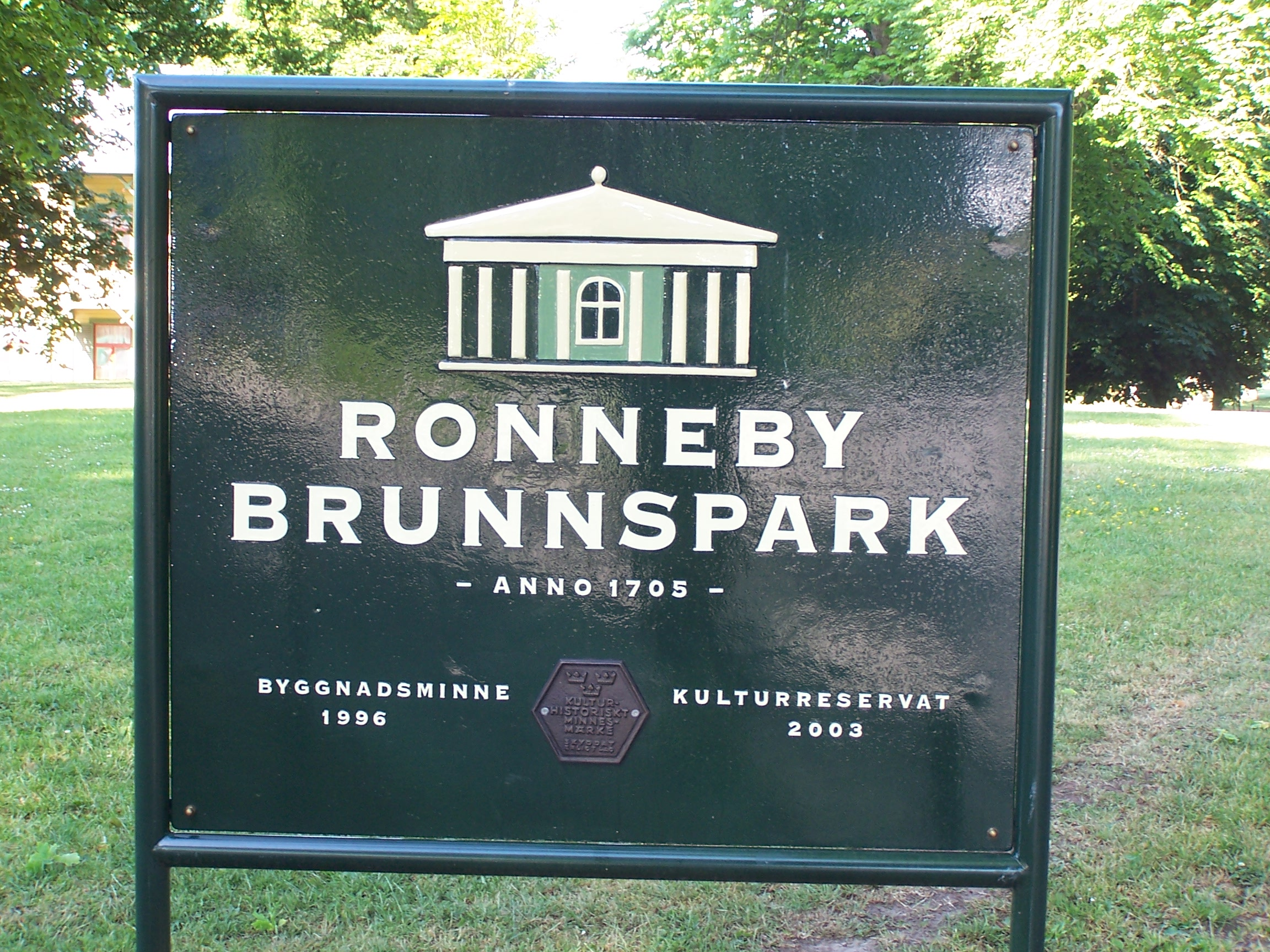
Ronneby brunnspark

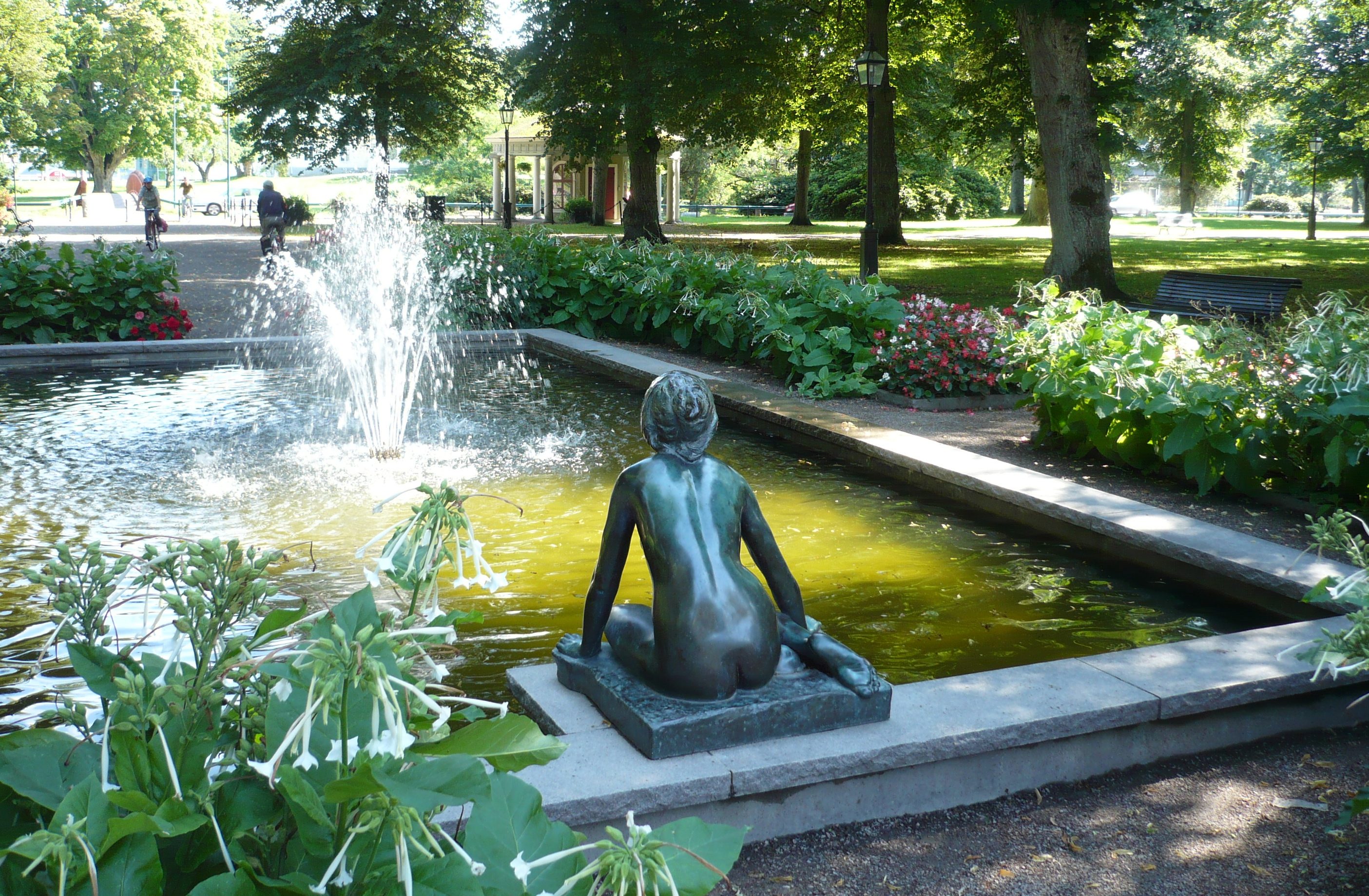
Grodan av Per Hasselberg

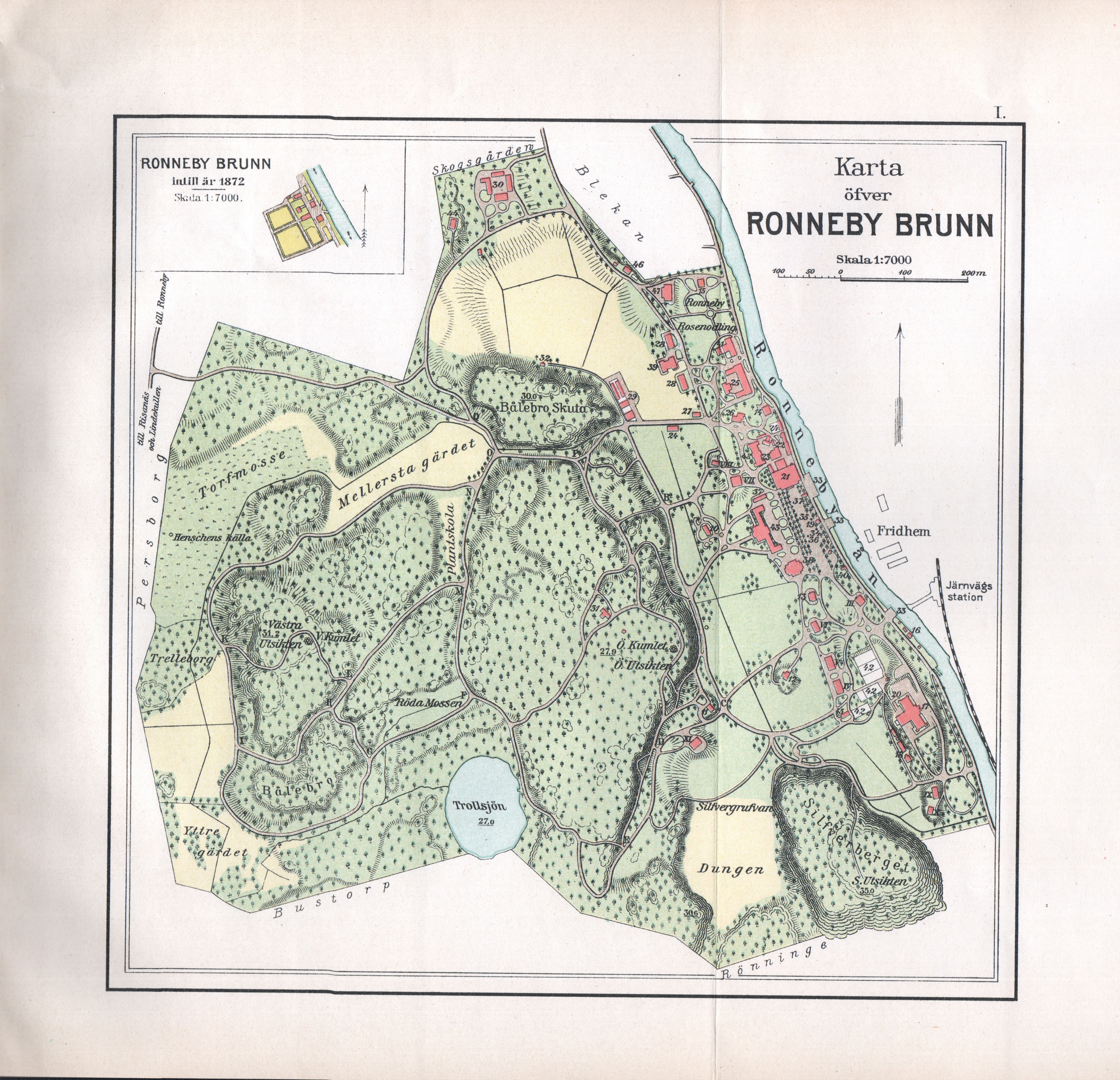
Karta öfver Ronneby Brunn 1872

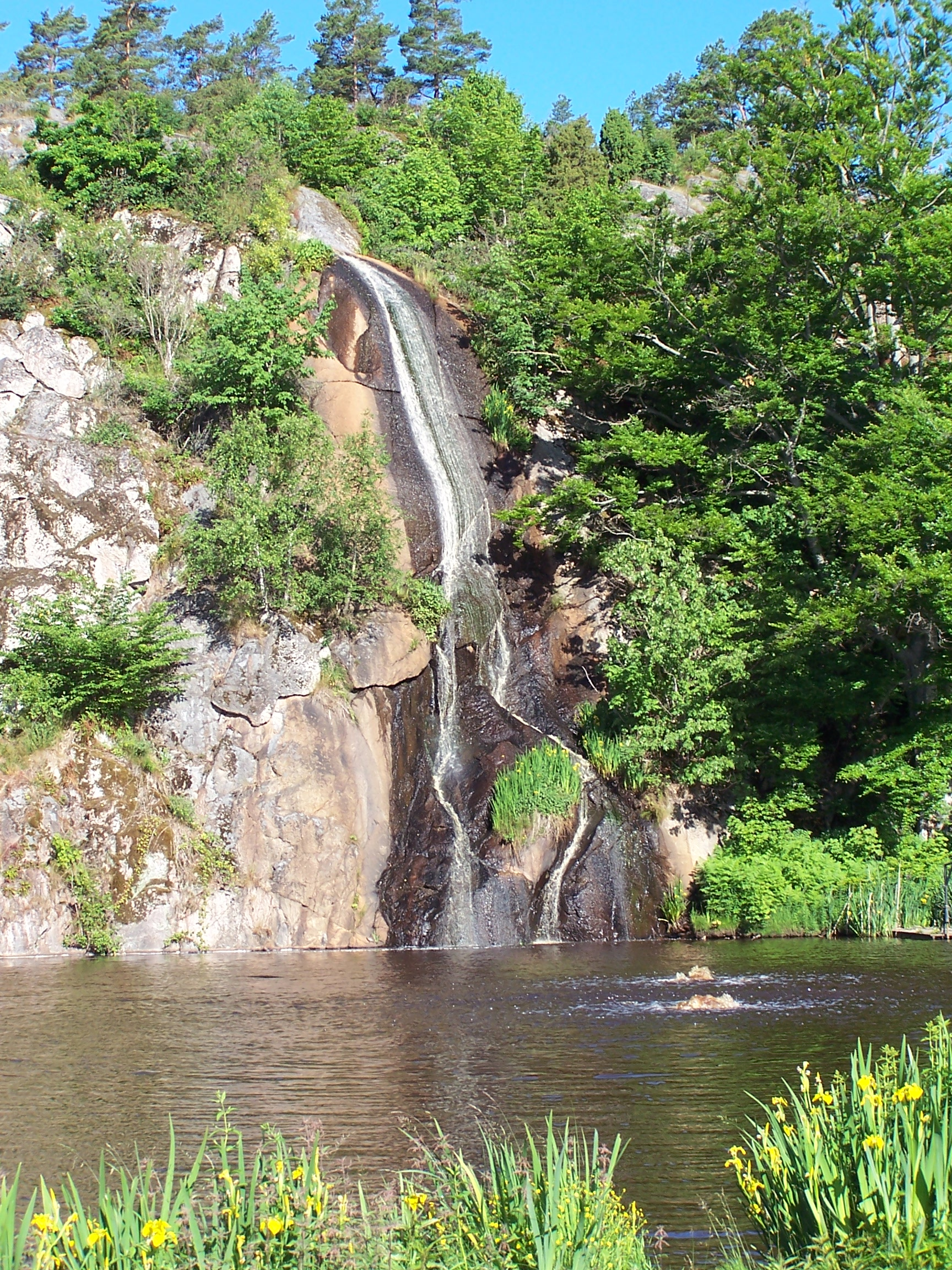
Konstgjort vattenfall i brunnsparken

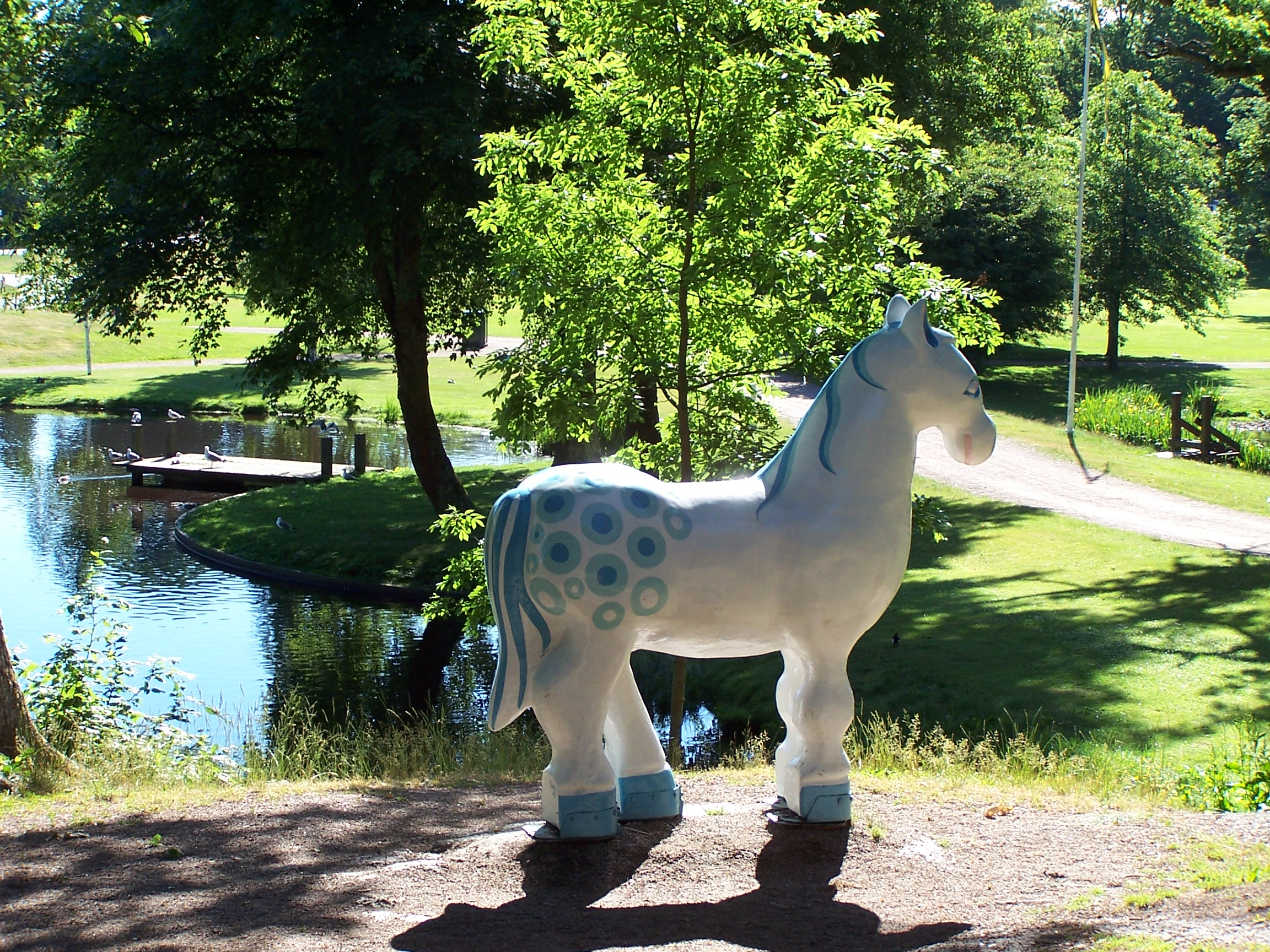
Bäckahästen (lekskulptur)

Ronneby brunn är en kurort och fritidsanläggning i Sverige, belägen i Ronneby i Blekinge. 
Anläggningen har anor från 1705 och var i slutet av 1870-talet Sveriges mest besökta kuranstalt. År 2005 blev parken utnämnd till Sveriges vackraste park och 2006 utsågs brunnsparken till Europas fjärde vackraste park i tävlingen med samma namn. Ronneby brunn med dess äldre bebyggelse och brunnsparken blev byggnadsminne 1986.

## Historik
Upptäckten av surbrunnen med järnhaltigt vatten skall ha skett av en faktorismed 1705. Det dröjde dock till amiralitetsdoktorn i Karlskrona Johan Gottschalk Tranæus provade och analyserade vattnat, och därefter 1726 ansökte om kunglig resolution på att få anlägga en brunnsanläggning här. Samma år upptäckte han även en ny källåder i stället för den första, som redan hunnit sina. Verksamheten blev dock ytterst begränsad, enda sättet att ta sig dit var då med roddbåt längs Ronnebyån tre kilometer från Ronneby. Det var under provinsialläkaren A. M. Sjöborg som blev brunnsintendent 1796 som var den som började utveckla brunnen, tillsatte en brunnsdirektion och började göra reklam för brunnen. 1873 bildades ett aktiebolag som köpte upp egendomen Karlstorp där brunnen var belägen och med det inleddes brunnens glansdagar. I reklam från tidigt 1900-tal lockade man med "Europas starkaste järnkälla", som levererade vatten till de berömda "stålbaden".
Hotellet var fram till den stora branden 1959 norra Europas största träbyggnad. Hela kultur- och naturområdet ligger omkring två kilometer från torget i Ronneby. Utmed Ronnebyån ligger stadsdelen Blekan med Övre- och Nedre Brunnsvägen med de äldre trähusen där brunnsgästerna bodde bevarade. Brunnsmiljön från kurortsrörelsens glansperiod är välbevarad. Det nedbrunna hotellet i trä ersattes av en modern konferensanläggning. 
Hela brunnsmiljön med park och skog är numera skyddad med avseende på dess kultur- och naturvärden. I de forna brunnsvillorna är företag och publika funktioner verksamma i den mån villorna inte används för studentboende. I de så kallade brunnshallarna, tidigare promenadmiljö under tak, finns sommartid en loppmarknad.

## Parken
I parken finns fem olika trädgårdar: Doftträdgården, Japanska trädgården, Rododendronberget, Rosenträdgården, Vårträdgården. Här finns också en dammanläggning där det finns en mängd fåglar av olika arter. STF:s årsbok från 1921 antyder att amiralitetsapotekaren J.J. Ferber har bidragit till den äldre parkens prakt.
I parken återfinns bland annat Per Hasselbergs skulptur Grodan.

## Brunnshotellet

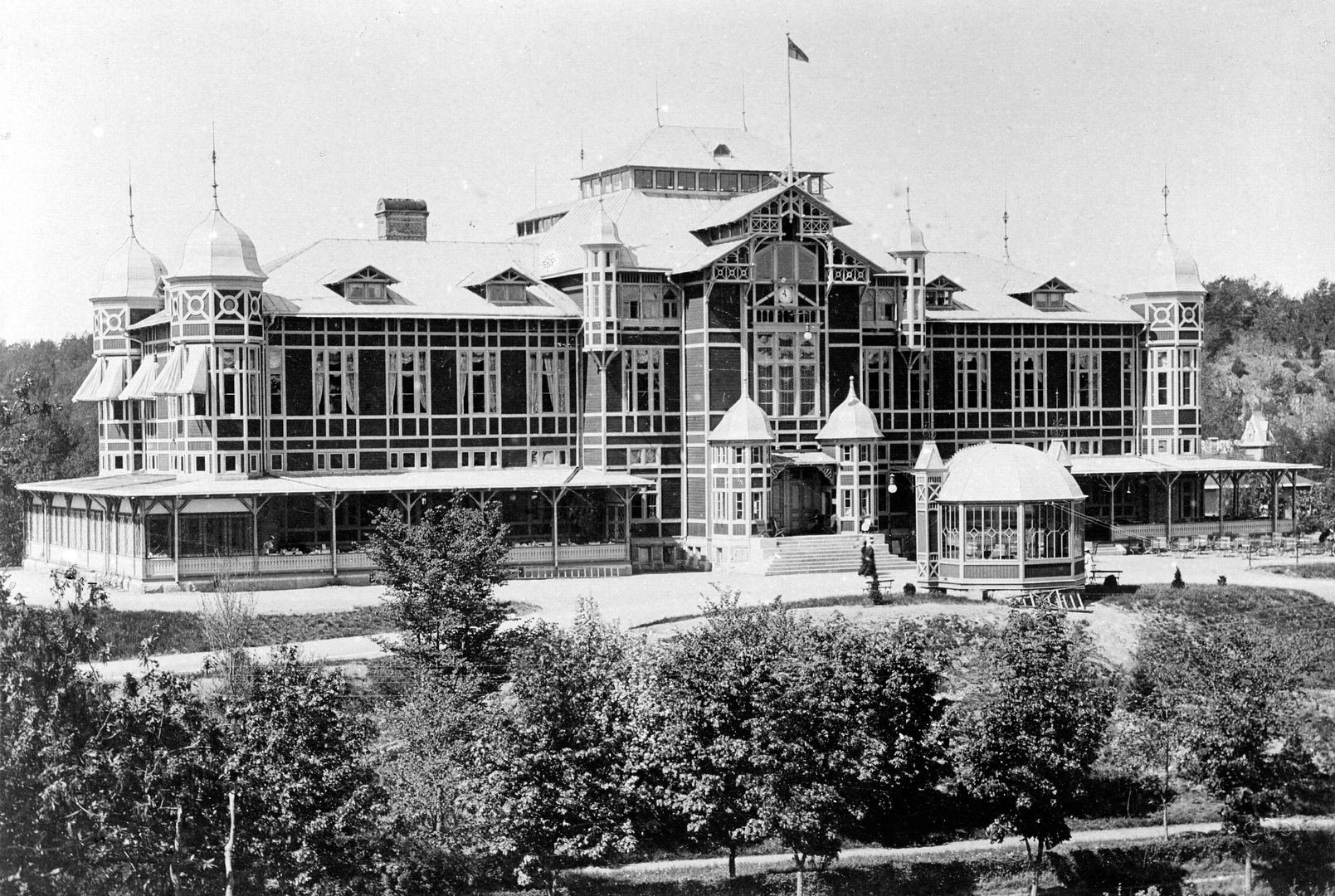
Gamla brunnshotellet som stod klart 1897.

Det första brunnshotellet var norra Europas största trähotell, och uppfördes 1897. Hotellet brann ner till grunden på 35 minuter, natten till den 21 november 1959. Två år senare, i maj 1961, invigdes den nya moderna brunnshotellet avsett som paradanläggning för ägaren Reso AB. Hotellet utvidgades tio år senare med "Silverhill" en byggnad med rum på sluttningen till Silverberget. Med det var Brunnshotellet några år framöver Sveriges största hotell- och konferensanläggning.
Anläggningen ägs av Aktiebolaget Ronneby Helsobrunn. Hotellet har idag 262 rum varav de flesta är dubbelrum. Restaurangen har plats för 600 gäster och en spaanläggning.

## Bildgalleri

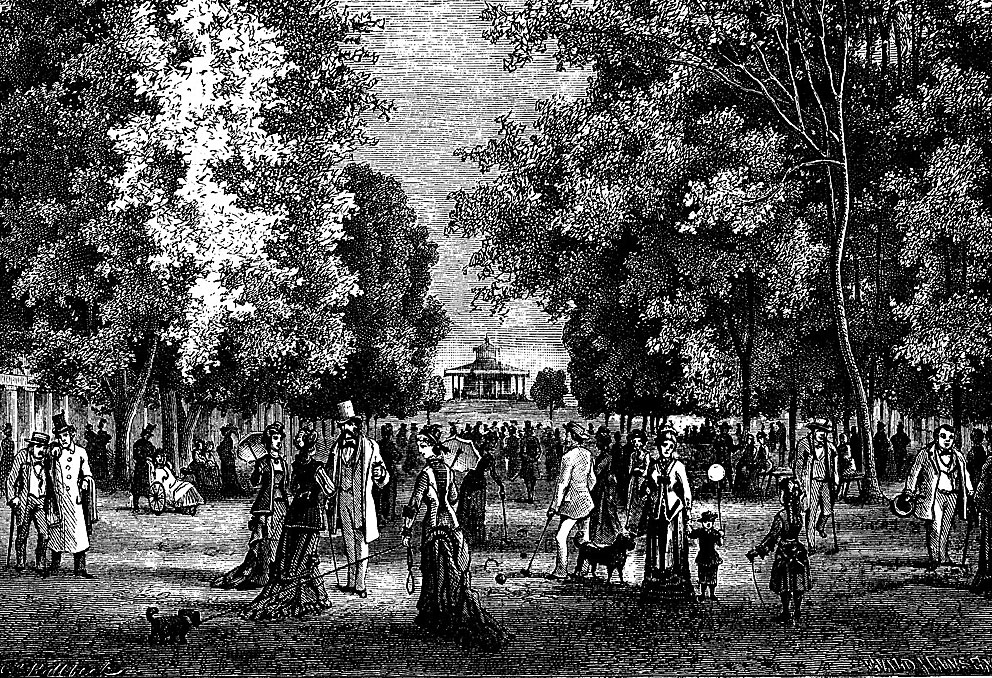
Ronneby Brunnspark. Teckning av Carl Svante Hallbeck i Svenska Familj-Journalen 1870
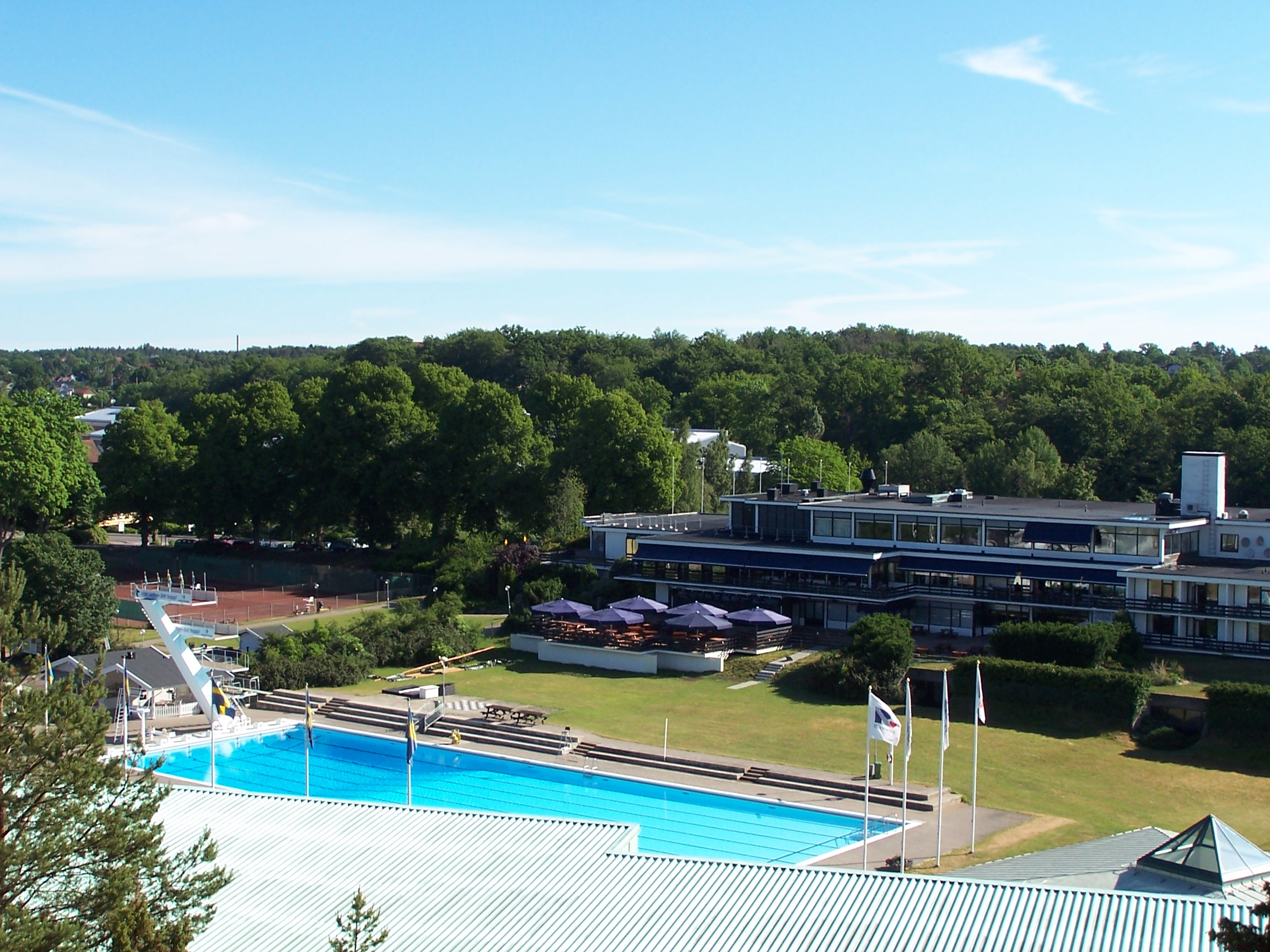
Restaurangdelen med tennisbanor till vänster och brunnsbadet längst fram i bild.
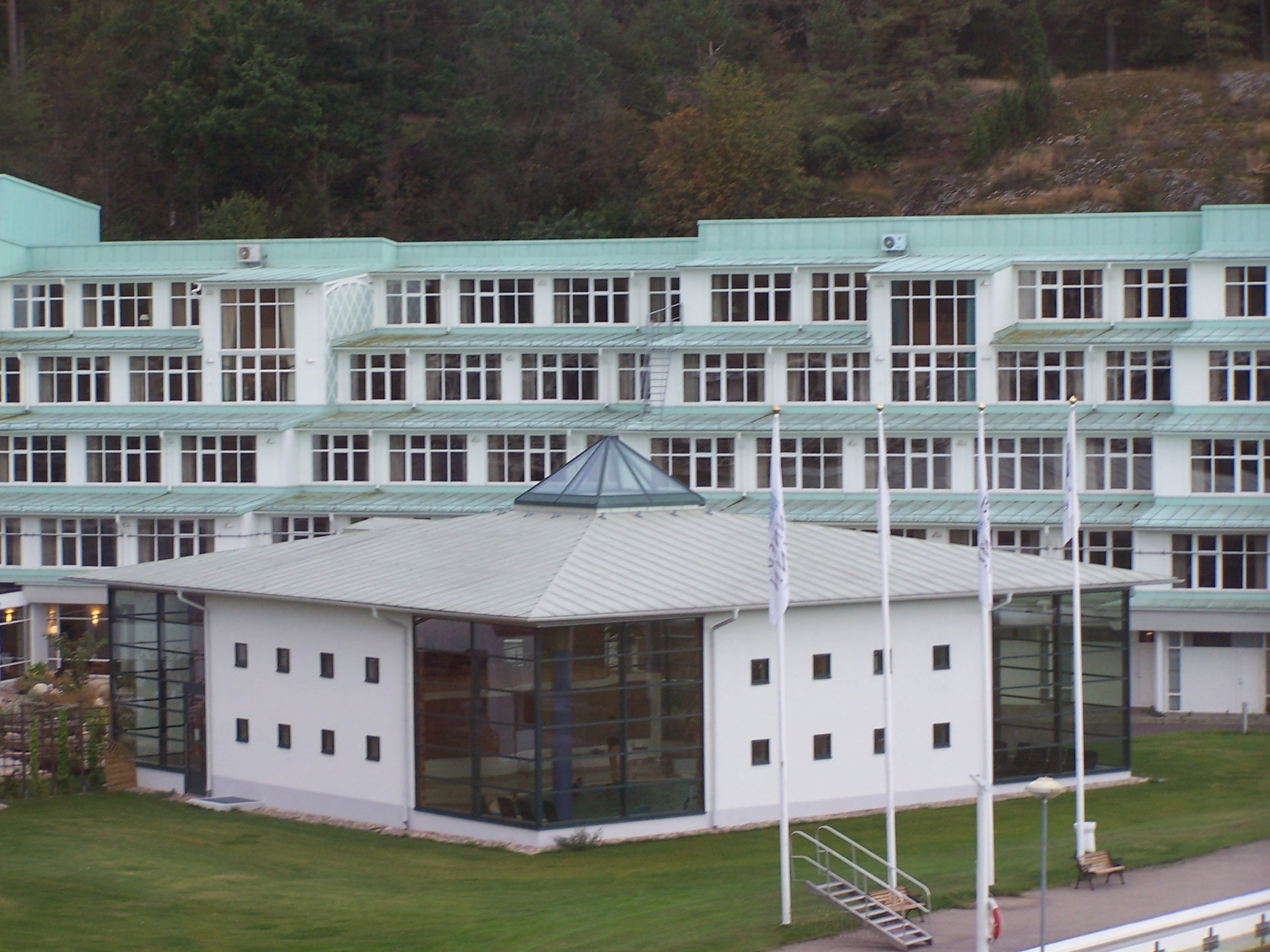
Ronneby Brunns nybyggda spa-anläggning med Silverhill i bakgrunden.
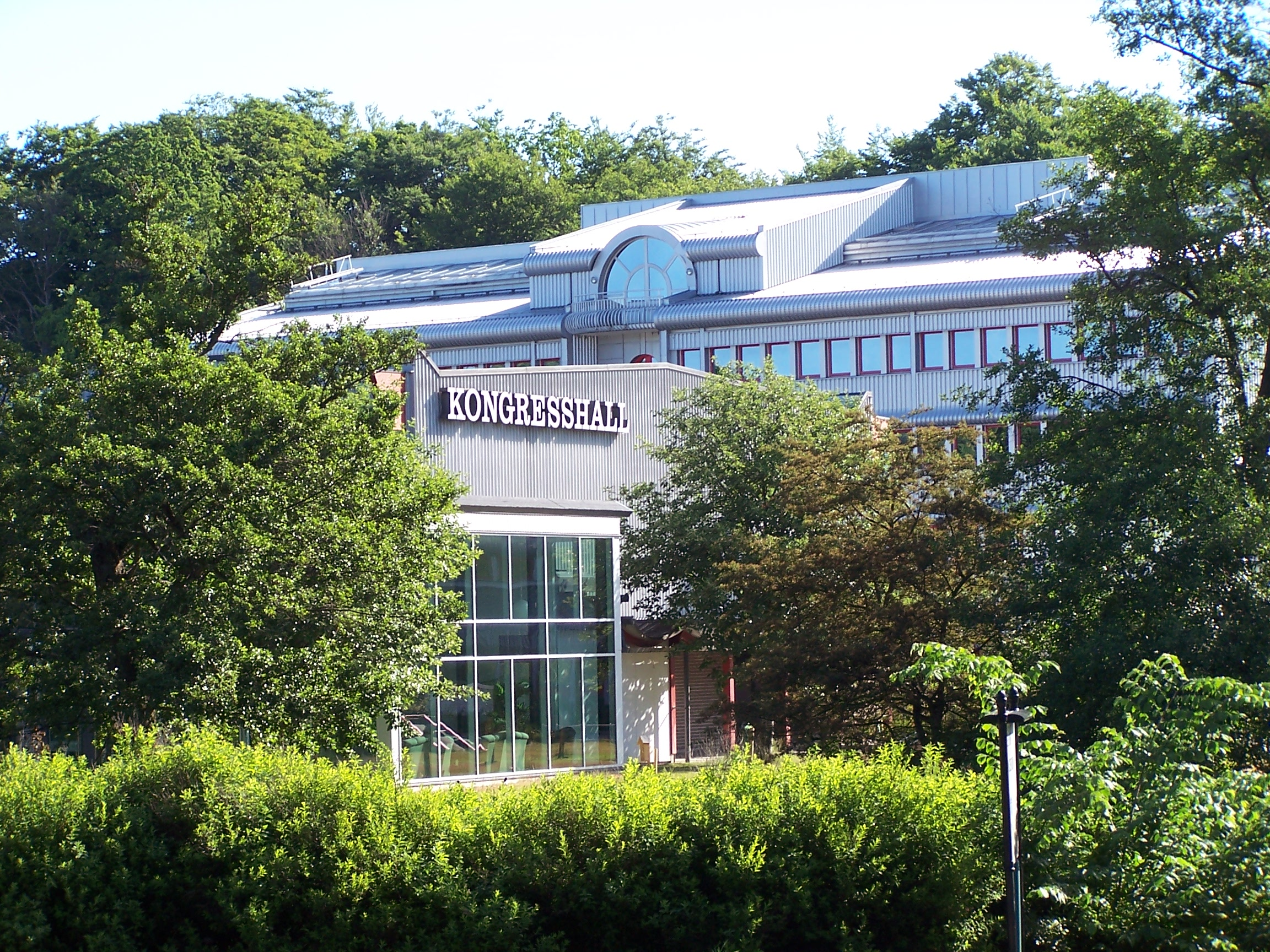
RON, Kongresshallen, hotellet största konferenslokal, med plats för 500 personer.
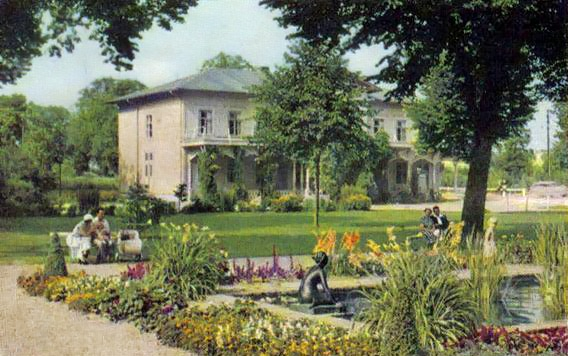
Per Hasselbergs Grodan, äldre vykort.

## Byggnader vid Ronneby brunn
- Badhus nr. 1 byggdes 1876 och det ritades i lätt morisk stil, av brunnsbolagets egen arkitekt Carl Ferdinand Rasmussen. Badhus var till för brunnens 1:a-klassgäster och flankerades ursprungligen av två längor med omklädningsrum. På baksidan låg brunnens elverk.
- Brunnshallen byggdes 1896–1897 efter ritningar av arkitekten Alfred Arwidius från Malmö. Syftet med byggnaden var att bereda möjlighet till friluftsliv under tak, som skyddade mot för starkt solsken och mot regn.
- Basaren byggnaden som ligger alldeles norr om Brunnhallen uppfördes sannolikt samtidigt som Brunnhallen. Huset är ritat av N O Berlin. Ursprungligen låg här olika butiker. Idag används huset på söndagarna som café på loppmarknaden (framsidan), toaletter och förråd (baksidan).
- Paviljongen, eller Brunnskällan, som var själva brunnskiosken är en vacker byggnad med sina toskanska pelare. Byggd 1846.
- Villa Emma byggdes 1873–1876 efter ritningar av Carl Ferdinand Rasmussen. Från början låg huset där brunnshotellet senare uppfördes. 1896 flyttades huset till sin nuvarande plats. Huset var prefabricerat och levererades med ångbåt från Bark & Warbugs i Göteborg, användes ursprungligen till bostader för brunnens gäster. Idag inrymmer Villa Emma kontorslägenheter för framför allt olika IT-företag kopplade till Soft Center.
- Villa Flora och Viola samt Villa Wega uppfördes 1874 och ritades av Carl Ferdinand Rasmussen. De var prefabricerade villor från Bark & Warberg i Göteborg och skeppades till Ronneby med ångbåt. I husen fanns lägenheter för brunnens gäster. Villa Flora och Villa Violas lägenheter hyrdes under många år ut till studenter vid Blekinge Tekniska Högskola. Idag hyrs rummen ut som Hotell & Bed & Breakfast i regi av Café Mandeltårtan[8]. Villa Wega är idag ett kontorshus vars rum hyrs ut till olika företag inom media, IT och friskvård.
- Fridhems gård. Uppfördes sannolikt omkring 1850. Gården har aldrig ingått i brunnsparkskomplexet utan varit mangårdsbyggnaden i en större lantegendom, som under lång tid ägdes av familjen Wallander. Idag används nedervåningen av "Café Mandeltårtan".
- Gymnastiken, var som namnet antyder en gymnastiksal.  Byggår 1890–1891 efter ritningar av byggmästare Svante Svensson från Karlshamn.  Idag ligger här naturum Blekinge.
- Villa Vera, är från 1874 och är ett exempel på en villa i sen 1800-talsstil, ritad av arkitekt August Strehlenert. Beställare var auditör Lindahl i Karlskrona, som använde villan som sommarbostad. Karaktäristiska detaljer är tornets utformning med branta tak av falsad plåt, den engelska planlösningen, fasad av spontad panel, burspråk med balkong och en öppen veranda. 1909 tog Ronneby Helsobrunn AB över villan. På 1940-talet användes byggnaden som flyktingförläggning.
- Wiener-cafét är fortfarande öppet för besökare under sommarhalvåret. Var ursprungligen brunnslasarett för medellösa patienter, som av sina hemortsläkare ordinerats kurortsvistelse på det allmännas bekostnad.
- Rydénska Sjukhemmet är idag vandrarhem.
- Brunnskontoret, eller som det kallas Gamla brunnskontoret var ursprungligen en mangårdsbyggnad till jordbruket, vars ägor inköptes av Helsobrunnens AB 1873. Till 1897 användes byggnaden som kontor, men då blev den istället tjänstebostad för brunnskamreren. Med inköp av det gamla kapellet (byggt omkr. 1630)  från Backaryd gjordes en tillbyggnad för ytterligare en gästbostad.
- Italienska villan byggdes 1881 för att få till stånd ett bättre boende åt välsituerade gäster med medföljande tjänstefolk. De sistnämnda kunde då bo på nedre botten och finnas till hands åt sina arbetsgivare på övre planet under kurortsvistelsen.
- Direktörsvillan uppfördes av brunnsdirektör Ernst von Heidenstam år 1884.
- Kallvattenkuren, uppfördes 1904 av byggmästare Svante Svensson. Byggnaden innehöll två bassänger och bastu för högre uppsatta brunnsgäster, en verksamhet på pågick fram till 1939. Idag inhyser byggnaden en mindre utställning för Gribshunden, Västra Vång och Ronneby stads historia. Byggnaden innehåller också ett dialogkontor för kommunens medborgare och andra intresserade för arbetet med ett helt nytt stadsmuseum i Ronneby.

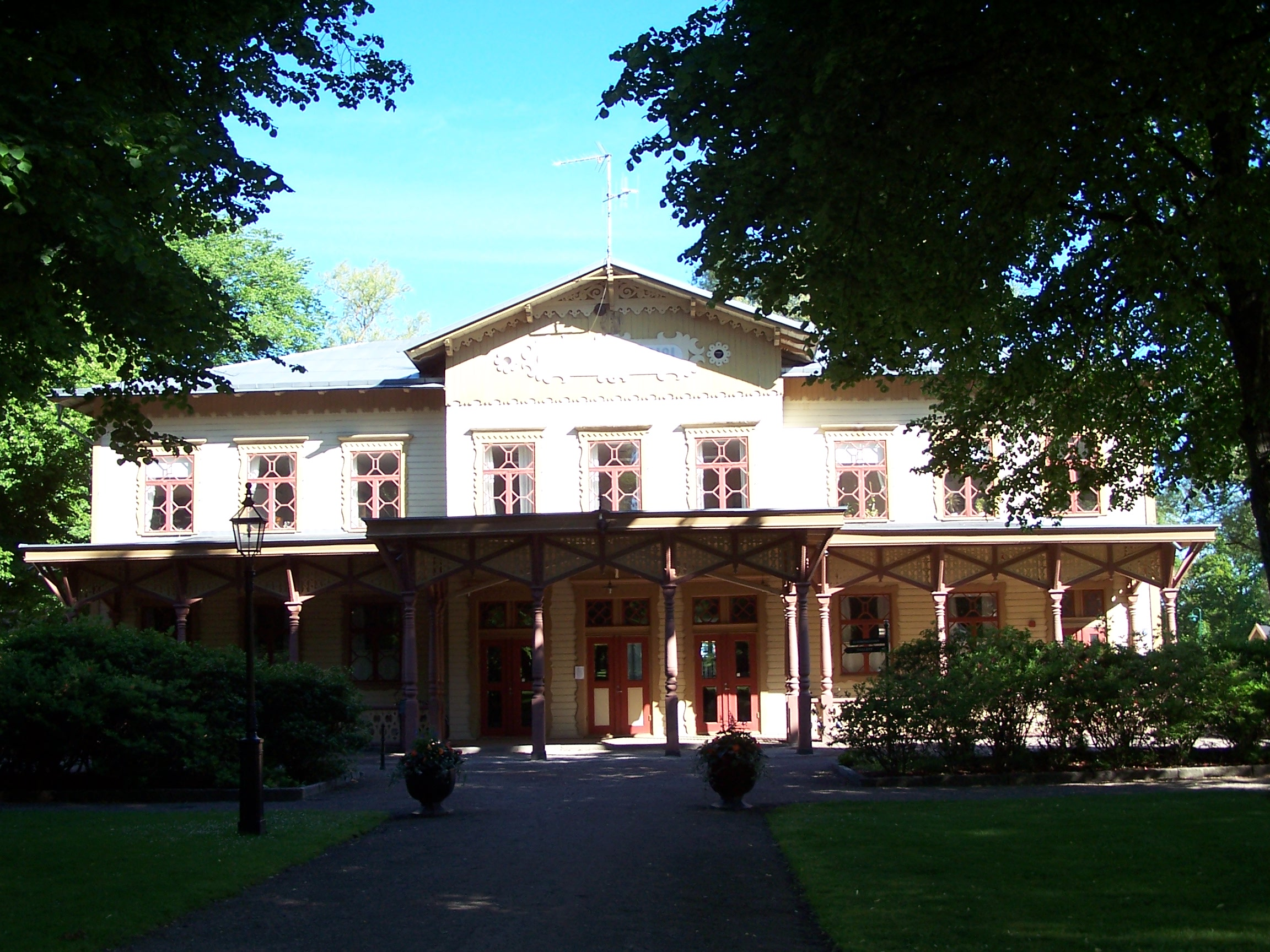
Badhus nr 1.
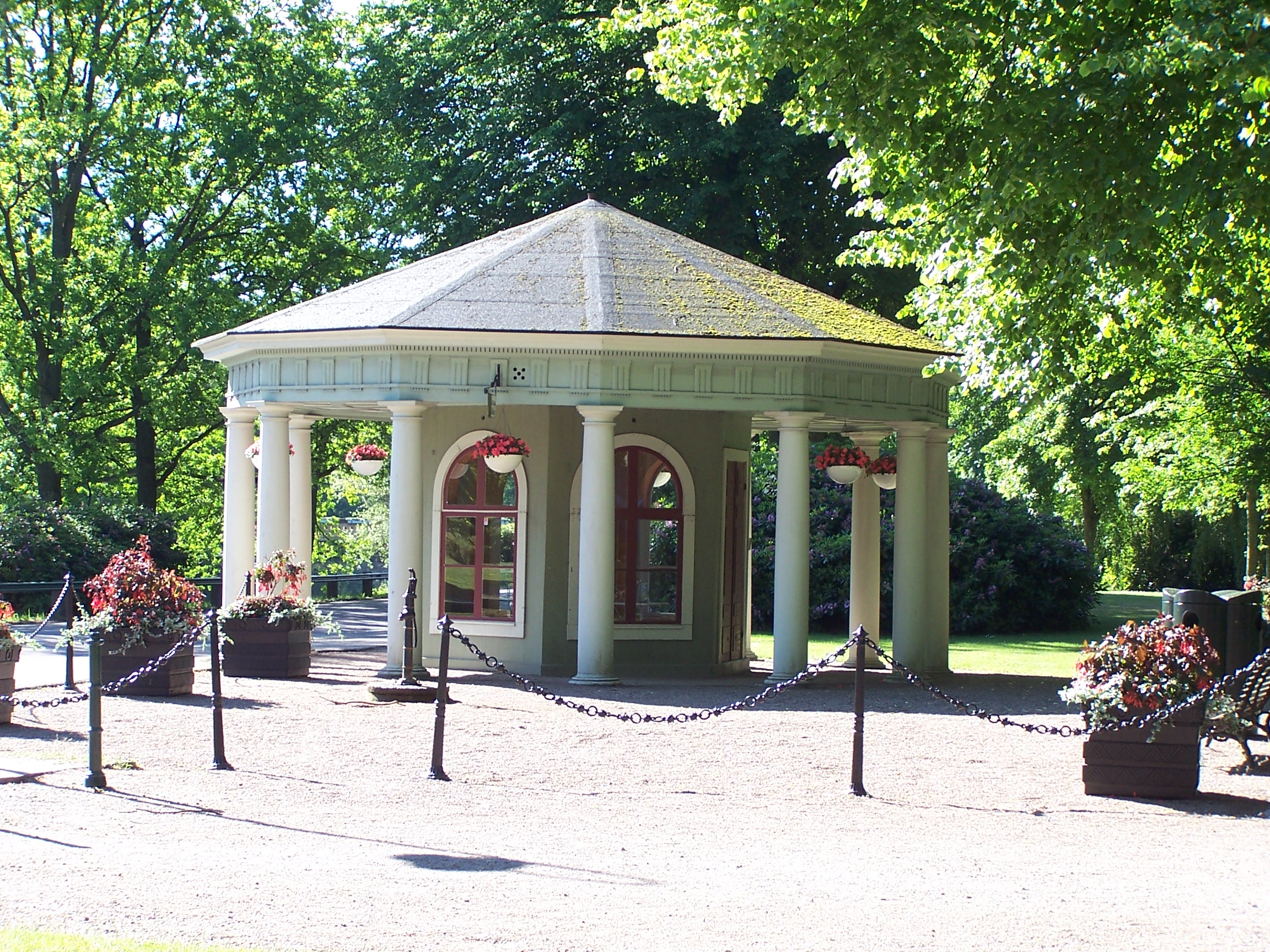
Paviljongen.
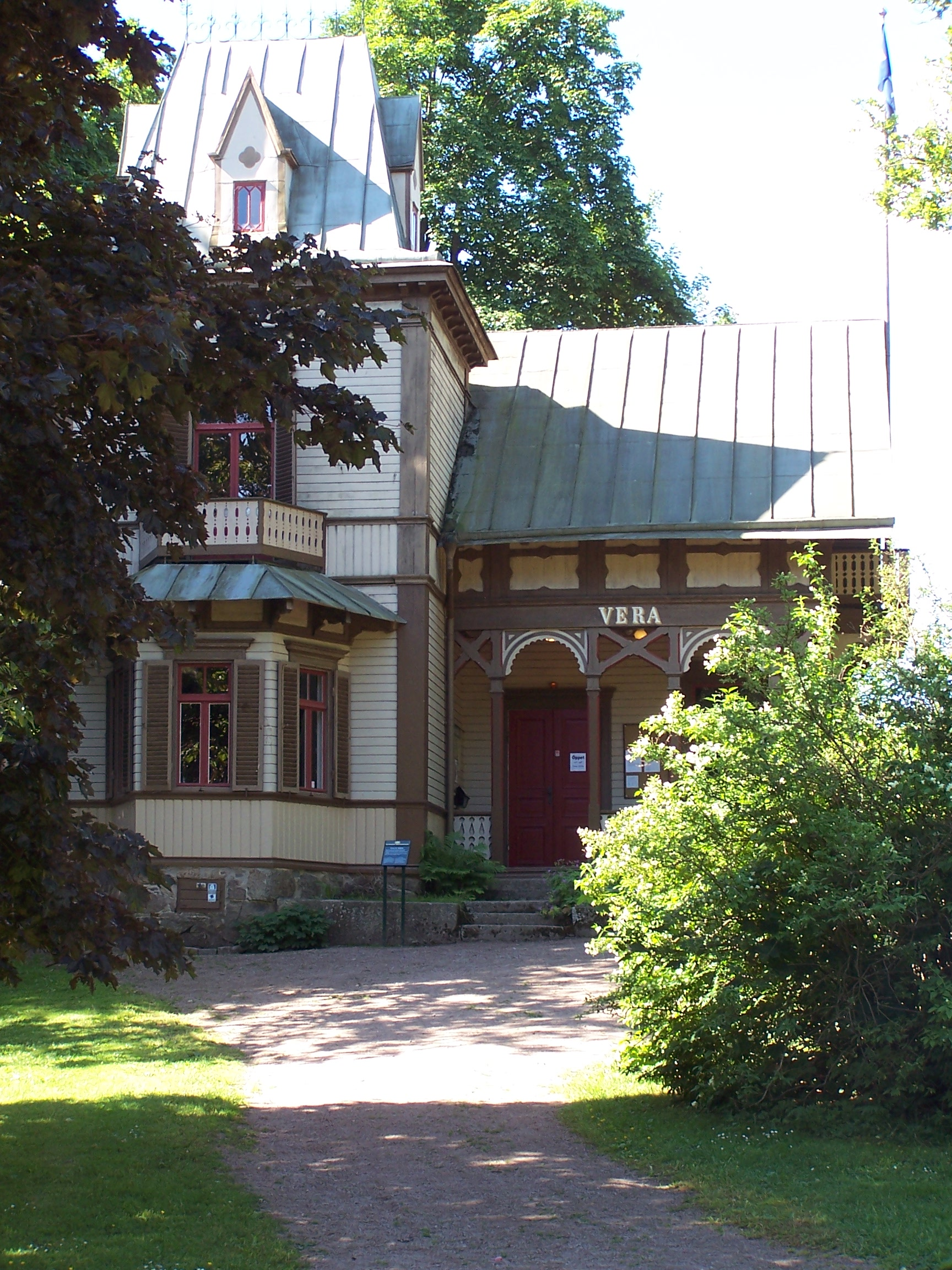
Villa Vera.
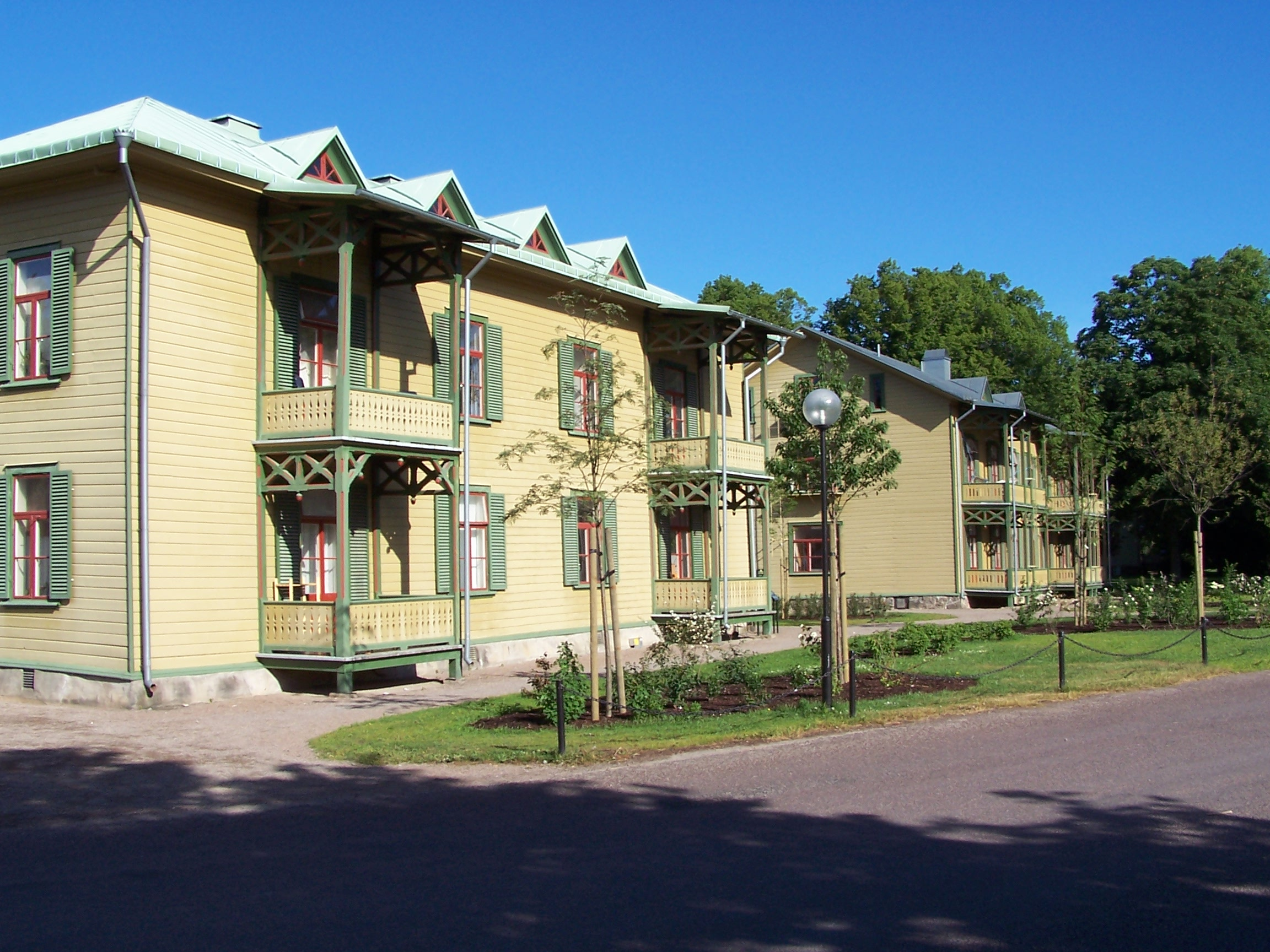
Villa Flora (till vänster) och Viola (till höger).
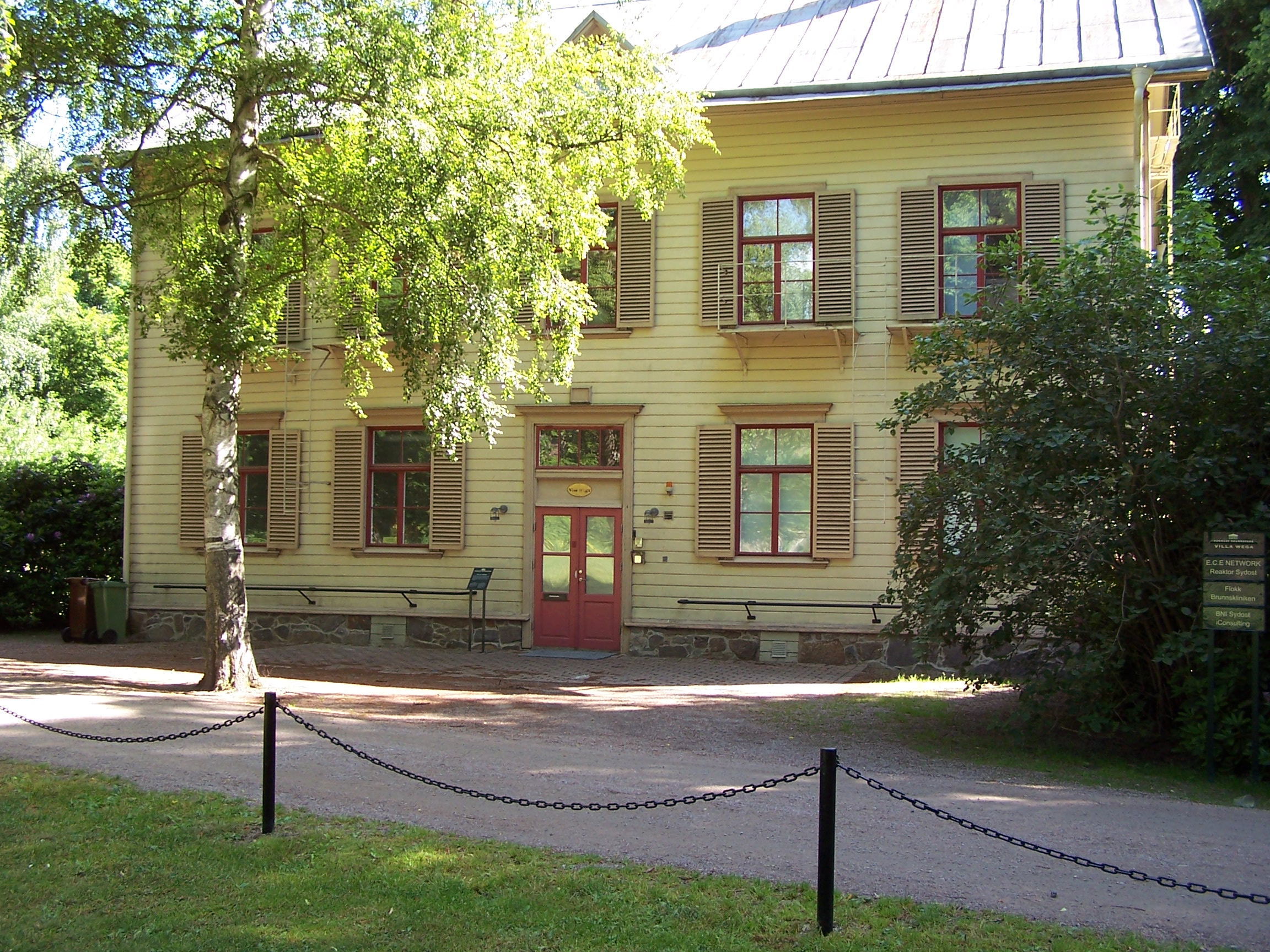
Villa Wega.
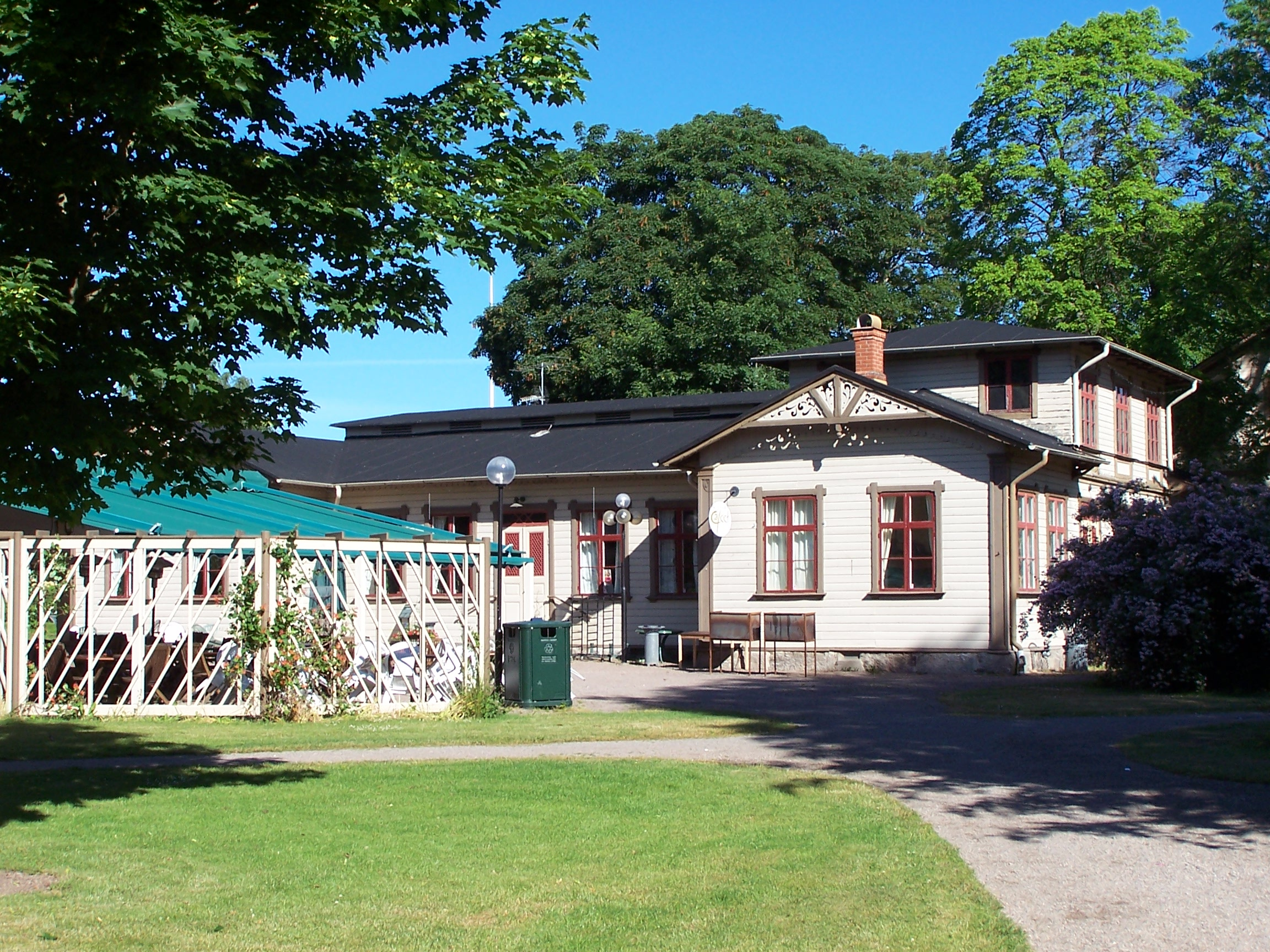
Wienercaféet.
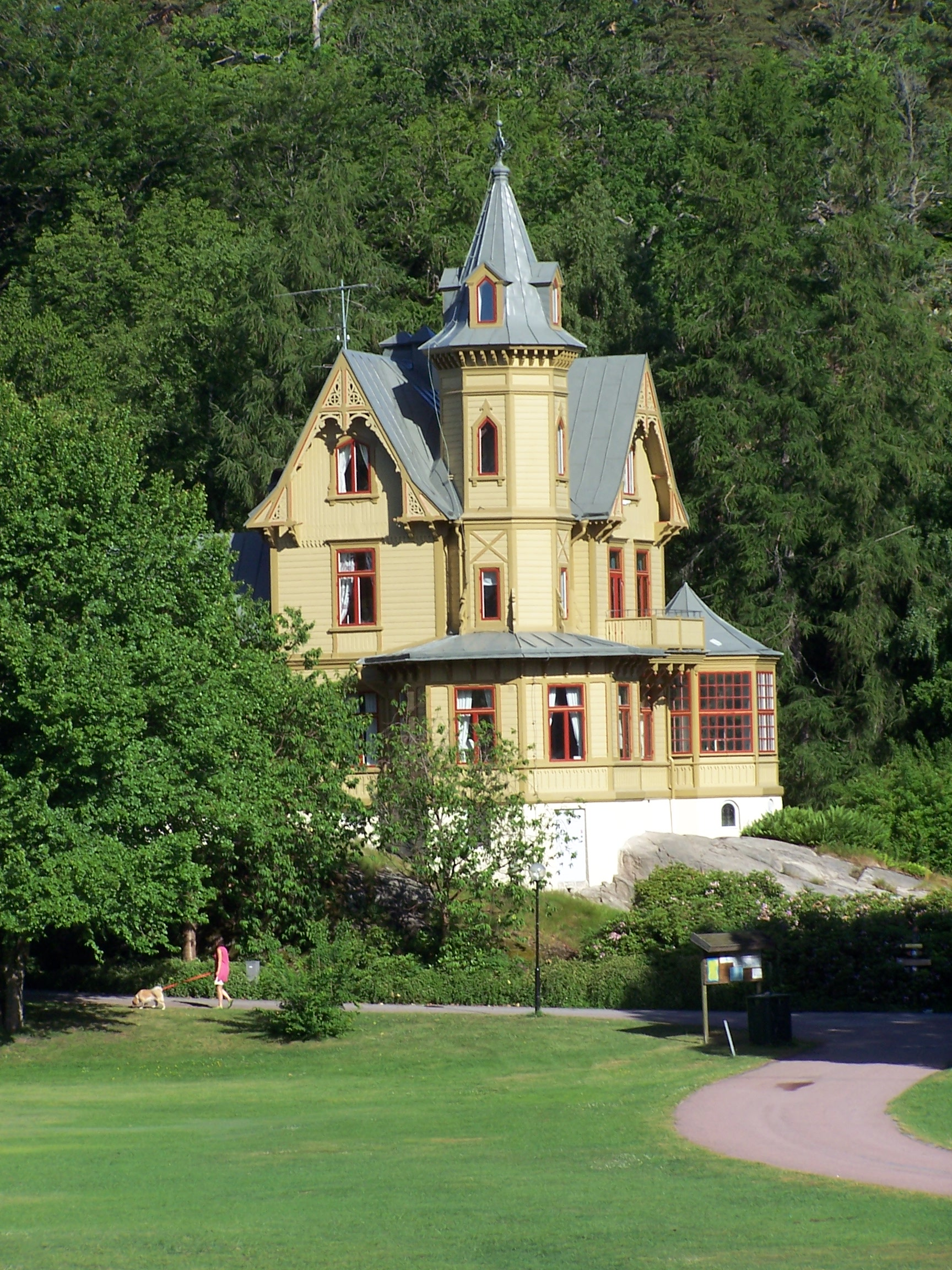
Direktörsvillan.
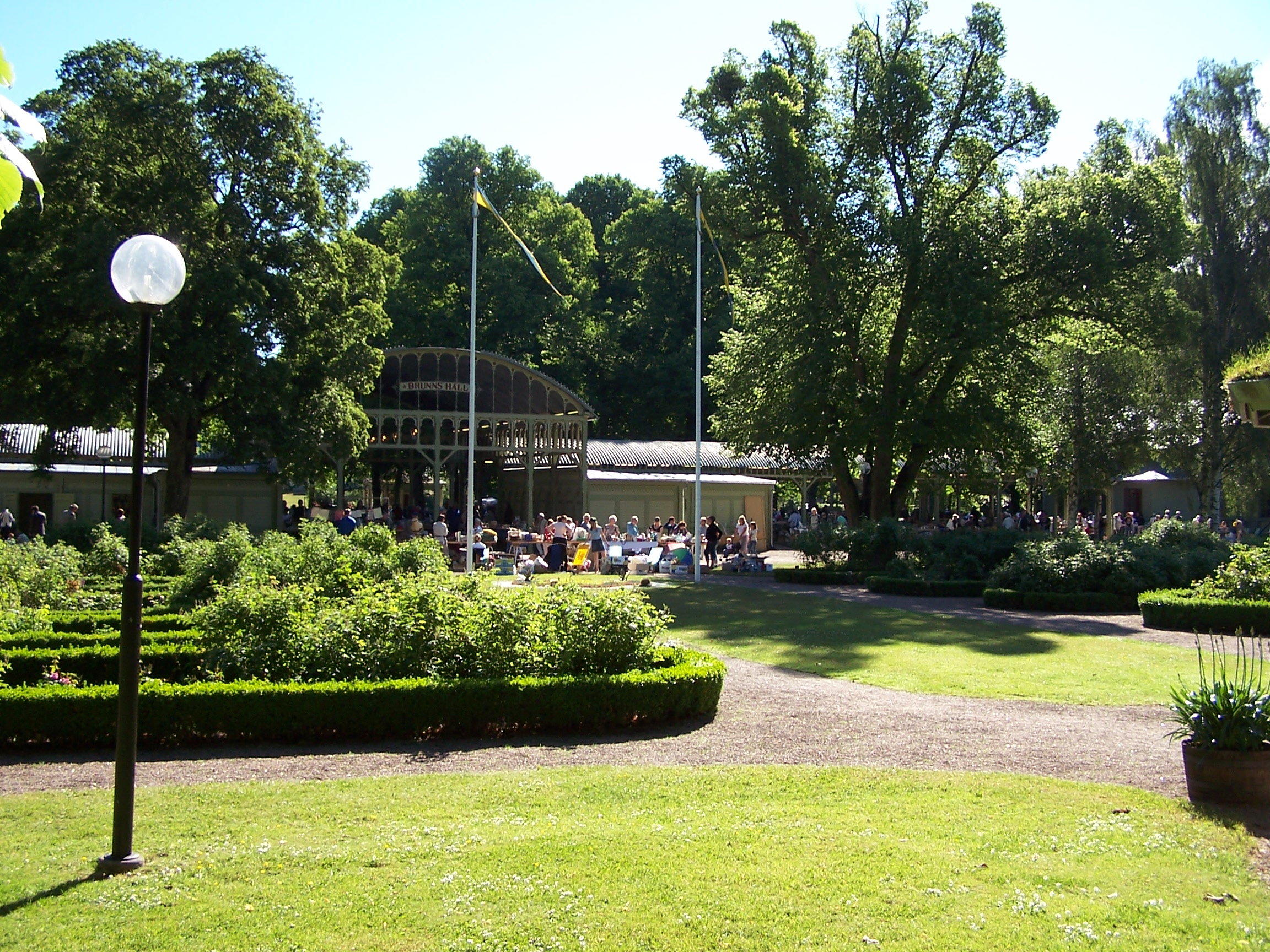
Brunnshallen med loppmarknaden på söndagar.